# Франциск Скорина
Франци́ск (Франті́шек) Луки́ч Скори́на (біл. Францы́ск / Франці́шак Лукі́ч Скары́на; до 1490, Полоцьк — не пізніше 1551, Прага) — білоруський першодрукар, просвітник, перекладач, митець-графік, один із засновників кириличного книгодрукування.

## Біографія
Народився в другій половині 1480-х років в сім'ї купця Луки.
Початкову освіту здобув у Полоцьку.
1504 — став студентом Ягеллонского університету в Кракові.
1506-го закінчив факультет «семи вільних мистецтв» (граматика, риторика, діалектика, арифметика, геометрія, астрономія, музика) із ступенем бакалавра, пізніше отримав звання ліценціата медицини і ступінь доктора «вільних мистецтв».
1512-го успішно склав іспити в Падуанському університеті на ступінь доктора медицини.
1517-го заснував у Празі друкарню і видав кириличним шрифтом «Псалтир», першу друковану білоруську книгу. Загалом упродовж 1517—1519 рр. за підтримки меценатів (віленського бургомістра Якуба Бабича, райців Богдана Онкова та Юрія Одвірника) переклав і видав 23 книги Біблії (під назвою «Біблія руська, виложена доктором Франциском Скориною із славного града Полоцька, Богу ко чти і людем посполитим к доброму наученію».). Білоруський переклад Біблії, зроблений Скориною, випередив у часі німецький переклад Мартина Лютера.
Близько 1520-го переїхав до Вільна, де заснував першу друкарню на території Великого Князівства Литовського. У ній видав «Малу подорожню книжку» (1522) і «Апостол» (1525).
У 2-ій половині 1520 рр. одружився з удовою свого мецената Юрія Одверника — Маргаритою.
Служив лікарем і секретарем у віленського єпископа.
Виїздив до Німеччини, де зустрічався з М. Лютером.
Вів із братом Іваном торговельні справи у Варшаві та Познані.
1530-го на запрошення герцога Пруссії Альбрехта їздив до Кеніґсберґу у справах книгодрукування.
5 лютого 1532 кредитори за борги покійного брата Івана домоглися арешту Скорини. Але 21 листопада 1532 Сигизмунд I, розібравшись за допомогою єпископа Яна в справі, звільнив Скорину й видав указ, яким надав останньому всілякі пільги.
1534-го Франциск Скорина виїхав до Великого князівства Московського, звідки його вигнали як католика, а його книги спалили (про цей факт свідчить лист короля та великого князя Жигмонта-Августа).
Близько 1535 переїхав до Праги, де працював лікарем і ботаніком при королівському дворі.
Точна дата смерті невідома, більшість дослідників підтримують версію, що він помер близько 1551 року, бо 1552 його син Сімеон приїздив до Праги за спадком.

## Книги

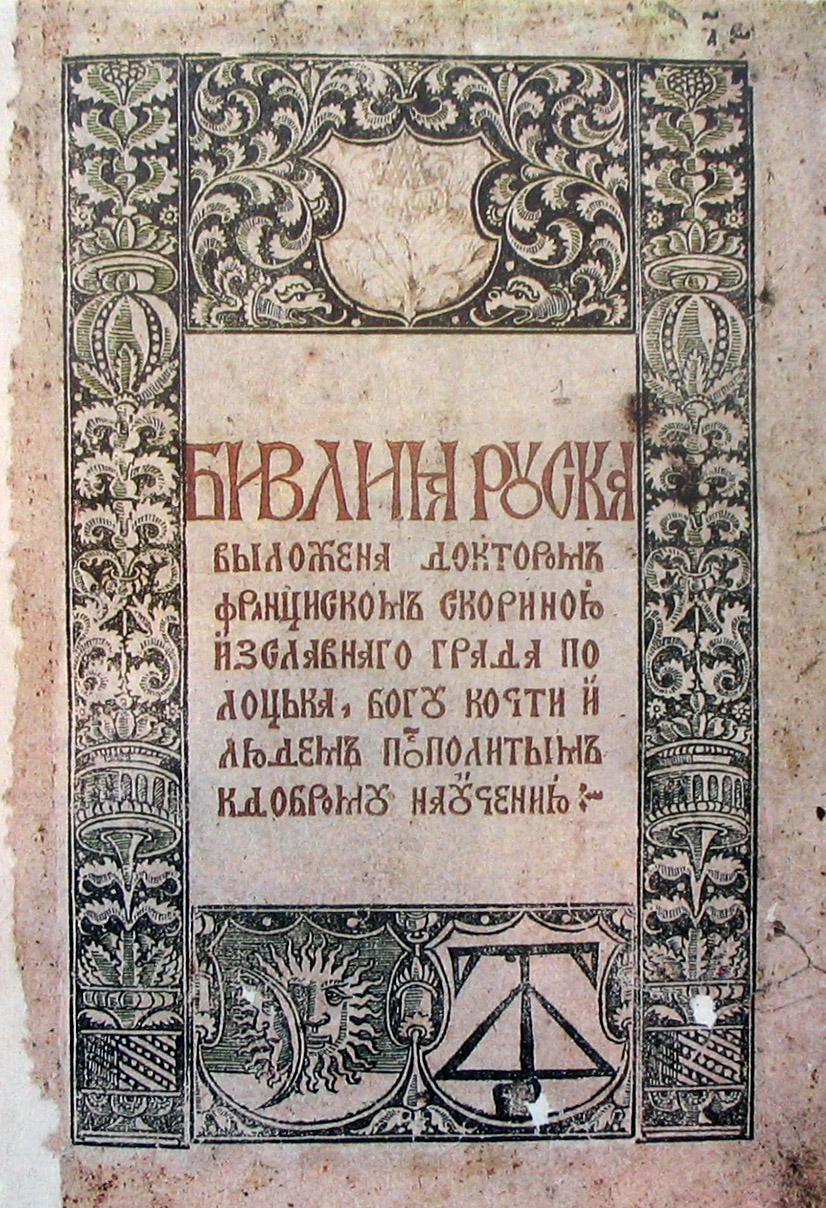
«Біблія руська» Франциска Скорини

Мова, що нею друкував свої книжки Франциск Скорина, ґрунтувалася на церковнослов'янській, але з великою кількістю білоруських слів, і тому була більше зрозуміла жителям Великого Князівства Литовського. «Біблія руська» порушувала правила, що існували при переписуванні церковних книг — містила тексти від видавця і навіть гравюри з його зображенням. Це єдиний випадок в історії видання Біблій у Східній Європі. Через заборону самостійного перекладу Біблії католицька і православна церкви не визнавали книжки Скорини.
На титульному аркуші Біблії видруковано, як вважають дослідники, зображення печатки (герба) Скорини як доктора медицини. Головний зміст цього образу «Місяць Сонячний» — здобуття знань, фізичне і духовне лікування людини. Образ місяця відображує профіль самого першодрукаря. Поряд з гербом знаходиться знак «ваги», який утворюється буквою «Т», що означає «мікрокосм, людина», і трикутником «дельта» (Δ), який символізує ученого і вхід в Царство знань.
Частина біблійних передмов і перекладів Скорини викладені у віршованій формі, що дає підставу називати його основоположником білоруської письмової поезії та коментування Біблії.

## Погляди
Погляди Ф. Скорини свідчать про нього як про просвітителя, патріота, гуманіста. У його текстах просвітитель Скорина постає людиною, яка сприяє розширенню писемності, знань. Про це свідчать його заклик до читання:
І всякій людині потребна честі, понеже є зеркало житія нашого, ліки душевні, потіха всім смутним, найбільше тим, вони ж суть в бідах і в немочі покладені, надія істинная.
Ф. Скорина — зачинатель нового поняття патріотизму як любові і пошани до своєї Вітчизни. З патріотичних позицій сприймаються наступні його слова:
Понеже від народження звірі, ходячі в пустелі, знають ями свої, птахи, що літають в повітрі, відають гнізда свої; риби, плаваючі по морю і в річках, чують вири свої; бджоли і тим подібні боронять вуликів своїх, — тако ж і люди, і де зродилися і вскормлені були, до того місця велику ласку мають.
Гуманіст Скорина залишив свій моральний заповіт у рядках, які містять мудрість людського життя і взаємин людей:
Закон природжений в тому найбільше дотримуваний буває: то чинити іншим всім, що самому приємно є від інших всіх, разом не чинити іншим, чого не сам хочеш від інших матиі. Сей закон пророджений є в серці кожної людини.
Всі передмови і післямови в Біблії Франциска Скорини, де він розкриває глибокий сенс біблейських надань, просякнуті турботою про розумне впорядкування суспільства, виховання людини, встановлення гідного життя на землі

## Цікаві факти
- Деякий час вважалося, що Скорину насправді звали Георгієм. Вперше про це почали говорити після того, як 1858 року були надруковані копії двох грамот короля Сигізмунда I латинською мовою. В одній із них перед ім'ям першодрукаря стояв латинський прикметник egregium в значенні «видатний, знаменитий», у другій же значення слова egregium було подано як georgii. Цей єдиний напис послужив підставою деяким дослідникам вважати, що справжнє ім'я Скорини було Георгій. I лише 1995 року білоруський історик і книгознавець Г. Галенченка знайшов оригінальний текст привілею короля Сигізмунда, в якому відомий фрагмент «з Георгієм» викладено таким чином: «… egregium Francisci Scorina de Poloczko artium et medicine doctoris». Помилка переписувача викликала суперечки навколо імені першодрукаря, що тривали протягом понад 100 років.[3][4][5][6]

- На честь друкаря названо астероїд 3283 Скоріна[7]
- У Львові є вулиця Скорини.
- «Я, Франциск Скорина...» — фільм Бориса Степанова[ru]
- Іван Федоров (фільм, 1991), Першодрукар Іван Федоров (фільм, 1941)